# コミューン
コミューン（仏: commune）は、フランスにおける基礎自治体、すなわち地方自治体の最小単位である。
スイスの基礎自治体もフランス語圏（仏: Suisse romande または Romandie）ではコミューン（コミュヌ）と呼ぶ。

## 語
元来はフランス語で「共通」「共同」「共有」「多数」「平凡」「庶民」等を意味する語で、英語のコモン (common) にあたる。
日本語では英語読みに近い「コミューン」という表記が使われるが、フランス語読みに近い表記は「コミュヌ」である。

## 制度
日本の市町村にあたるが、フランスには日本のような行政上の市、町、村の区別はない。地図上に「都市」も「村」も存在しない。人口80万人のマルセイユも、200人程度のカマンベールもコミューンである。そのため、通例、日本の自治体の規模と翻訳者の主観に合わせて「マルセイユ市」、「カマンベール村」のように恣意的に翻訳される。
コミューンには、議会（conseil municipal）と市長（maire）が置かれる。議会の議員は住民の直接選挙で選ばれる。市長は議員の中から互選され、議会の議長と執行機関の長を兼ねる。

## 規模
フランスには3万8千のコミューンがあり、人口規模は様々である。例えばコルビエールのように人口が26人のコミューンもあり、ロッシュフルシャの人口は1人である。この点はイタリアにおけるコムーネと共通している。
コミューンの平均人口は約1500人で、約9割が人口2000人未満である。

## 歴史
フランスの県や地域圏とは異なりコミューンの歴史は古く、住民の宣誓共同体という形態では中世の11-12世紀の頃にさかのぼるものもある。ただし、現在の多くの自治体については、特にその管轄範囲の起源をめぐっては、カトリック教会の地方組織として整備された教区（パロワスparoisse）が基礎となっていることが多い。制度的には、フランス革命を経た後、教区の範囲が現在のコミューンの範囲とされ、19世紀には議会と首長の公選制が導入されている。

## 社会運動における「コミューン」
コミューンは、小規模な共同社会を意味することもあり、1970年代のベトナム反戦運動や公民権運動の時代には、新しい価値観、生き方を模索して、こうした共同生活を営むものもアメリカでは少なくなかった。しばしば、マンソン・ファミリーや人民寺院のような宗教的な小教団のかたちを採ったり、語源の共通性から想像できるように共産主義的意味合いを持つことがあった。中華人民共和国で1958年から1983年頃まで農村に存在した人民公社も、中国語でコミューンの意味の公社に人民を付けたものである。